# Riooljournalistiek

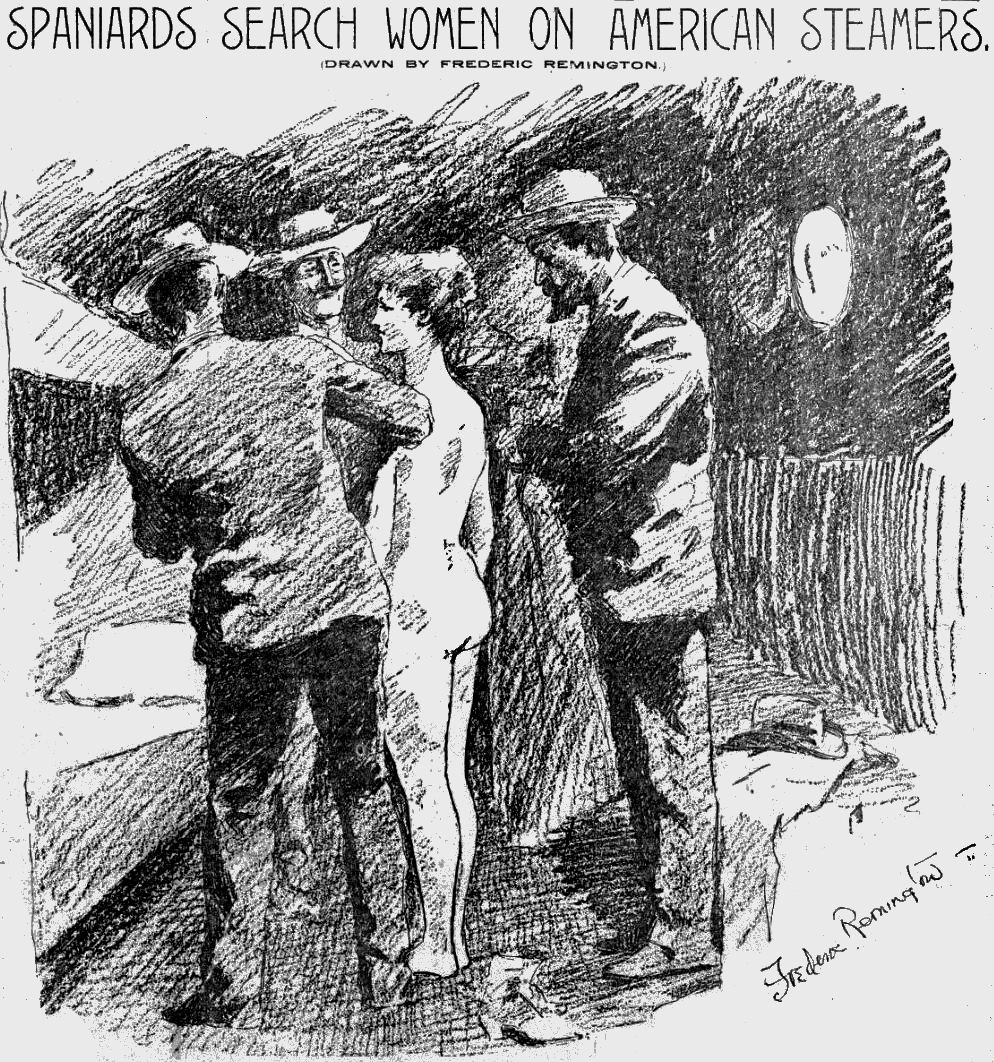
Mannelijke Spaanse officieren dwingen een Amerikaanse vrouw zich te ontkleden in hun bijzijn bij hun zoektocht naar berichten van rebellen. Deze tekening werd geplaatst op de voorpagina van de kranten van Hearst en is een voorbeeld van riooljournalistiek.

Riooljournalistiek is een pejoratieve term waarmee het maken, plaatsen en verspreiden van artikelen in dagbladen, weekbladen en andere periodieken wordt aangeduid die een samenraapsel zijn van roddels, ongefundeerde beweringen en halve waarheden, in plaats van zuivere journalistiek. Het voornaamste doel is vrijwel altijd het bevorderen van de verkoopcijfers van het blad waarin de artikelen worden afgedrukt. De riooljournalistieke artikelen wekken dikwijls nieuwsgierigheid op, waardoor mensen de bladen kopen.
Vooral bladen die hun omzet voornamelijk uit de losse verkoop moeten halen, zouden zich snel laten verleiden tot riooljournalistiek.